# چنکالادی
چنکالادی (به لاتین: Chenkalady) یک منطقهٔ مسکونی در سری‌لانکا است که در ناحیه باتیکالوا واقع شده‌است.